# اش وتهه

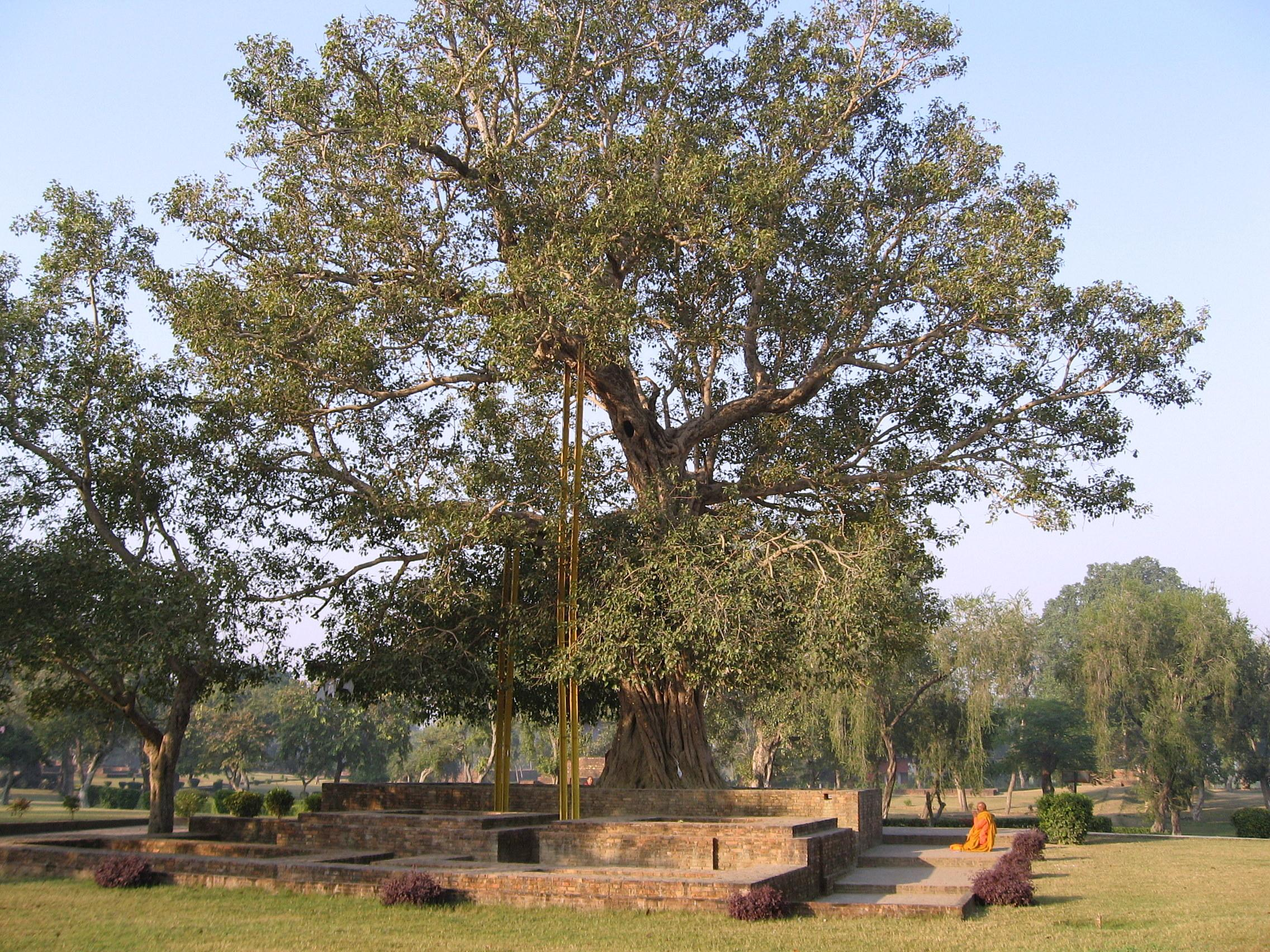
درخت Aśvattha یا Bodhi.

اش وتهه (انگلیسی: Aśvattha)، درخت انجیر، درخت مقدس هندو، و بوداییان به عنوان درخت جاودان زندگی که ریشه‌هایش در آسمان هستند بیان شده‌است.

## تقدس
تقدس این درخت در هندوستان تاریخی بسیار قدیم دارد، و قدمت آن را از روی صفحه یی از خاک رس متعلق به هزارهٔ سوم قبل از میلاد به دست آورده‌اند.

## اشراقبودا
این درخت به خصوص در میان بوداییان مانند بودی یا بودهی (Bodhi)، درختی که بودا در زیر آن به اشراق رسید، مقدس است.

## کریشنا
در بهگود گیتا، کریشنا می‌گوید: میان همهٔ درختان من (Aśvattha) هستم.